# The Skyliners
The Skyliners war eine US-amerikanische Doo-Wop-Gruppe, die insbesondere durch ihren Hit Since I Don’t Have You bekannt wurde.

## Geschichte
The Skyliners wurden 1958 in Pittsburgh gegründet und trugen zunächst den Namen Crescents. Mitte 1958 bestand die Gruppe aus dem damals 17-jährigen Jimmy Beaumont (Leadsänger), Wally Lester (Tenor, 16 Jahre alt), Jack Taylor (Bass, 17 Jahre), Joe Versharen (Bariton, 17 Jahre) und Janet Vogel (Sopran, 16 Jahre).
Im Herbst 1958 nahmen die Crescents einen von Joe Rock und Jimmy Beaumont geschriebenen Song mit dem Titel Since I Don’t Have You auf. Sie schickten die Tonbandaufnahme an 13 etablierte Schallplattenfirmen, die aber alle eine Veröffentlichung des Titels ablehnten. Eher zufällig stießen sie auf Calico Records, ein kleines Independent-Label, das Lou Caposi und Bill Lawrence gehörte und deren A&R-Mann der Arrangeur Lenny Martin war. Nach einem Vorsingen der Gruppe am 3. November 1958 bot Calico Records der Gruppe einen Plattenvertrag an. Der Titel wurde am 3. Dezember 1958 in den Capitol Studios in New York mit einem 18 Musiker umfassenden Orchester unter der Leitung von Lenny Martin aufgenommen. Vor Veröffentlichung der Single änderte die Gruppe ihren Namen in The Skyliners. Am 27. Dezember 1958 erschien Since I Don’t Have You mit der B-Seite One Night, One Night mit der Katalognummer Calico 103 und wurde in Pittsburg umgehend ein regionaler Hit. Dick Clark stellte die Gruppe am 13. Februar 1959 in seiner Sendung American Bandstand vor, am 16. Februar 1959 notierte der Titel erstmals in den Billboard Charts. Die Single erreichte Platz 12 der Billboard Pop-Charts und Platz 3 in den R&B-Charts. Der Song wurde unter anderem von Art Garfunkel, Guns N’ Roses und Don McLean gecovert.
Die Gruppe konnte noch weitere Singles in den Charts platzieren, keine jedoch erreichte die Popularität ihres größten Hits. Janet Vogel beging am 21. Februar 1980 im Alter von 37 Jahren Suizid, Joe Verscharen starb 2007 an Krebs, und Wally Lester erlag am 21. April 2015 im Alter von 73 Jahren einem Pankreastumor. The Skyliners traten noch bis September 2017 mit Leadsänger Jimmy Beaumont als einzigem Mitglied der Originalbesetzung auf. Am 8. Oktober 2017 starb Jimmy Beaumont mit 76 Jahren.

## Diskographie
Dies ist eine Auswahldiskographie, in die alle Schallplatten bis zur Auflösung der originalen Skyliners 1966 aufgenommen wurden.

### Singles
Informationen in der Übersicht umfassen: Erscheinungsjahr/Monat, Titel der A-Seite / Titel der B-Seite, US-Katalognummer, US = Platzierung in den Billboard Pop-Charts, R&B = Platzierung in den Billboard R&B-Charts
- 1958/12: Since I Don’t Have You / One Night, One Night – Calico 103/104 – US #12 – R&B #3
- 1959/05: This I Swear / Tomorrow – Calico 106 – US #26 – R&B #20
- 1959/10: It Happened Today / Lonely Way – Calico 109 – US #59[7]
- 1960/01: How Much / Lorraine from Spain – Calico 114
- 1960/05: Pennies from Heaven / I’ll Be Seeing You – Calico 117 – US #24
- 1960/10: Believe Me / Happy Time – Calico 120
- 1961/02: The Door Is Still Open / I’ll Close My Eyes – Colpix 188
- 1961/09: Close Your Eyes / Our Love Will Last – Colpix 613
- 1962: Everyone But You / Three Coins in the Fountain – Cameo 215
- 1962: Comes Love / Tell Me – Viscount 104
- 1963: Since I Fell for You / I’d Die – Atco 6270
- 1965: The Loser / Everything Is Fine – Jubilee 5506 – US #72 – R&B #34
- 1965: Who Do You Love / Get Yourself a Baby – Jubilee 5512
- 1966: Don’t Hurt Me Baby / I Run to You – Jubilee 5520

### Alben
- 1959: The Skyliners – Calico 3000
- 1963: Since I Don’t Have You – Original Sound 5010/8873